# NGC 3890
NGC 3890 (NGC 3939) é uma galáxia espiral (Sc) localizada na direcção da constelação de Draco. Possui uma declinação de +74° 18' 07" e uma ascensão recta de 11 horas, 49 minutos e 19,5 segundos.
A galáxia NGC 3890 foi descoberta em 26 de Abril de 1785 por William Herschel.